# Kaakchirurgie
Kaakchirurgie, stomatologie of mondheelkunde is een medisch specialisme dat zich bezighoudt met heelkundige ingrepen op het kaakbeen en de omgevende weefsels. Artsen die kaakchirurgie beoefenen worden kaakchirurgen genoemd.
Kaakchirurgie omvat verschillende deelgebieden:
- Dentoalveolaire chirurgie[1]
- Preprothetische chirurgie
- Dentale implantologie
- Orthognatische chirurgie
- Traumatologie van het gelaat
- Oncologische chirurgie van hoofd en hals
- Plastische en reconstructieve chirurgie van hoofd en hals

## Nederland
In Nederland kan men kaakchirurg worden wanneer men de opleiding tot tandarts en de opleiding geneeskunde heeft afgerond. Hierna kan men zich specialiseren tot kaakchirurg door een vierjarige opleiding te volgen.

## België
De titel "kaakchirurg" bestaat officieel niet in België. Wel is er de erkenning als arts-specialist in de stomatologie en een bijkomende erkenning in de mond-, kaak- en aangezichtsheelkunde (MKA). Alvorens men deze specialisatie kan aanvatten dient men te beschikken over het diploma van arts en het diploma van tandarts. De verdere specialisatieduur is twee jaar tot stomatoloog en nog eens twee jaar extra tot MKA-arts. Nadien kan dan nog een bijkomende specialisatie in de oncologie van been en gezicht gevolgd worden. Dit is overigens de langste studie die men in België kan volgen.
Basisarts · Huisarts · Specialist —
Acute geneeskunde ·
Anesthesie-reanimatie ·
Arbeidsgeneeskunde ·
Arts Maatschappij en Gezondheid ·
Arts voor verstandelijk gehandicapten ·
Beheer van gezondheidsgegevens ·
Cardiologie ·
Dermato-venereologie ·
Endocrino-diabetologie ·
Forensische of gerechtelijke geneeskunde ·
Fysische geneeskunde ·
Gastro-enterologie ·
Geriatrie ·
Gynaecologie en verloskunde ·
Heelkunde ·
Intensieve zorg ·
Interne of inwendige geneeskunde ·
Kinder- en jeugdpsychiatrie ·
Klinische biologie ·
Klinische chemie ·
Klinische farmacologie ·
Klinische genetica ·
Mond-, kaak- en aangezichtschirurgie ·
Nefrologie ·
Neurochirurgie ·
Neurologie ·
Nucleaire geneeskunde ·
Oncologie ·
Oftalmologie of oogheelkunde ·
Orthopedie ·
Otorinolaryngologie, kno-heelkunde of nko-heelkunde ·
Pathologische anatomie ·
Pediatrie ·
Plastische, reconstructieve en esthetische heelkunde ·
Pneumologie of longziekten ·
Psychiatrie ·
Radiologie ·
Radiotherapie-Oncologie ·
Reumatologie ·
Revalidatiegeneeskunde ·
Sociale geneeskunde ·
Sportgeneeskunde ·
Stomatologie of kaakchirurgie ·
Spoedeisende of urgentiegeneeskunde ·
Urologie ·
Verzekeringsgeneeskunde en medische expertise